# اچ‌ام‌اس دریک (۱۷۷۹)
اچ‌ام‌اس دریک (۱۷۷۹) (به انگلیسی: HMS Drake (1779)) یک کشتی بود که طول آن ۷۸ فوت ۱۰ ۱⁄۲ اینچ (۲۴٫۰۴۱ متر) بود. این کشتی در سال ۱۷۷۹ ساخته شد.